# Constance Cumbey
Constance Elizabeth Cumbey, née le 29 février 1944 à Fort Wayne (Indiana) et morte le 9 juin 2025 à Pontiac (Michigan), est une avocate, militante et écrivaine chrétienne évangélique américaine. 
Elle est l'une des premières à traiter du New Age, d'un point de vue chrétien dans son livre The Hidden Dangers of the Rainbow: The New Age Movement and Our Coming Age of Barbarism (1983), mais perd rapidement toute crédibilité académique en défendant des théories du complot liant le mouvement New Age au nazisme.

## Théories et réception
Constance Cumbey critique violemment les nouvelles religiosités ainsi que l'hindouisme mais prend parti pour le christianisme et le judaïsme.
Dans l'un des premiers livres écrits sur le thème du New Age d'un point de vue chrétien, elle accuse entre autres le New Age d'avoir infiltré aussi bien le christianisme que le judaïsme et d'être la véritable motivation de l'œcuménisme.
Elle dénonce ce qu'elle juge être du satanisme, s'appuyant sur la fondation en 1922 de la Lucifer Publishing Company par Alice Bailey pour publier ses écrits et ceux d'Helena Blavatsky. Dans les thèses controversées de la Théosophie, Lucifer n'est pas assimilé au Diable comme dans la tradition chrétienne, il est au contraire vu positivement, comme le « porteur de lumière », non pas comme Lucifer l'ange déchu qui usurpe le tire d'étoile du matin qui revient à Jésus-Christ, seul porteur de la lumière agréée par Dieu pour l'Homme, après la chute de Satan.
Cette organisation s'appelle aujourd'hui la Lucis Trust (en), une organisation non gouvernementale internationale accréditée par les Nations unies.
Constance Cumbey pointe du doigt l'influence de la Lucis Trust, qui tire son nom de Lucifer, une organisation non gouvernementale internationale accréditée par les Nations unies. Ainsi le courant fondamentaliste chrétien aux États-Unis accuse les ONG qui œuvrent dans les milieux du New Age de travailler en parallèle avec la mondialisation pour construire un État totalitaire global.
Le spécialiste des nouveaux mouvements religieux James R. Lewis (en) décrit son ouvrage comme contenant quelques rares critiques pertinentes mêlées de nombreuses accusations irresponsables. Il souligne qu'elle fait simplement l'amalgame entre tout ce qui s'écarte peu ou prou d'une interprétation très stricte du christianisme.
Les critiques portent beaucoup sur le fait que, pour elle, le mouvement New Age s'identifie entièrement aux programmes hitlériens
Son point de vue est que le mouvement New Age n'exprime pas simplement d'intérêt naïf pour la métaphysique, mais que c'est une conspiration organisée en vue de renverser la démocratie aux États-Unis et d'y mettre en place un régime  totalitaire apparenté au nazisme.

## Publications
- The Hidden Dangers of the Rainbow: The New Age Movement and our Coming Age of Barbarism (1983),  (ISBN 091031103X).
- A Planned Deception: The Staging of a New Age Messiah (1986).
- The New Age Movement: Age of Aquarius, Age of Antichrist, Southwest Radio Church, 1992.
- Is the Antichrist in the World Today?: An Interview with Constance Cumbey, Southwest Radio Church (1982).